# Субпрефектура Іпіранга
Субпрефектура Іпіранга (порт. Subprefeitura do Ipiranga) — одна з 31 субпрефектури міста Сан-Паулу, розташована на південному сході міста. Її повна площа 37,5 км², населення понад 427 тис. мешканців. Складається з 3 округів:
- Іпіранга (Ipiranga)
- Курсіну (Cursino)
- Сакома (Sacomã)